# 桜川市立羽黒小学校
桜川市立羽黒小学校（さくらがわしりつ はぐろしょうがっこう）は、茨城県桜川市友部にある公立小学校。

## 概要

### 教育目標
- 郷土を愛し 未来に向かってたくましく生きる子どもの育成

## 沿革
- 1873年（明治6年）6月 - 松田と西小塙（大関奇八郎宅）に学校を開く
- 1879年（明治12年）3月 - 校舎建築
- 1883年（明治16年）5月 - 上城分校設置
- 1884年（明治17年）11月 - 県令による学区の改正が行われ、第11区羽黒小学校となる。
- 1886年（明治19年）2月 - 羽黒小学校を西小塙小学校と改称し、曽根と友部に分校をおく。
- 1889年（明治22年）7月 - 町村制の施行により東那珂村となり、県令甲、第42号により、第11番学区東那珂小学校となる。
- 1893年（明治26年）4月 - 通学区域再編，東那珂尋常小学校となる。
- 1911年（大正2年）5月 - 現在地に校舎新築
- 1955年（昭和30年）3月 - 町村合併により，岩瀬町立羽黒小学校となる。
- 1957年（昭和32年）4月 - 上城分校が廃校
- 1959年（昭和34年）9月 - 校歌制定
- 1974年（昭和49年）11月 - 水泳プール完成
- 1978年（昭和53年）4月 - 体育館竣工
- 1985年（昭和60年）12月 - 永久校舎竣工
- 2005年（平成17年）10月 - 町村合併により桜川市立羽黒小学校となる。
- 2021年（令和3年）4月1日 - 猿田小学校と統合する。

## 通学区
旧東那珂村全域
- 桜川市友部、西小塙、加茂部、青柳、水戸、上城、磯部、稲、松田、曽根、高幡、猿田、木植、今泉

## 交通
- JR東日本・水戸線 羽黒駅より徒歩約5分